# Condado de Güell
El condado de Güell es un título nobiliario español creado el 9 de julio de 1908 por el rey Alfonso XIII a favor de Eusebio Güell y Bacigalupi, senador del Reino.
El título fue rehabilitado en 1965, por Juan Alfonso Gerardo Güell y Martos, nieto del segundo conde de Güell, convirtiéndose así en el III conde de Güell.

## Condes de Güell
|                           | Titular                     | Periodo                   |
| Creación por Alfonso XIII | Creación por Alfonso XIII   | Creación por Alfonso XIII |
| ------------------------- | --------------------------- | ------------------------- |
| I                         | Eusebio Güell y Bacigalupi  | 1908-1918                 |
| II                        | Juan Antonio Güell y López  | 1918-1958                 |
| III                       | Juan Alfonso Güell y Martos | 1966-2024                 |

## Historia de los condes de Güell

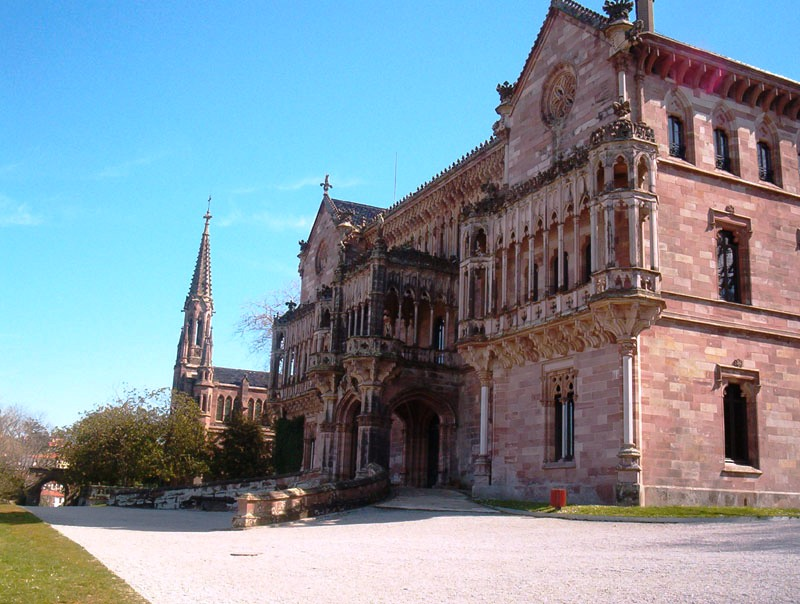
Palacio de Sobrellano, en Comillas (Cantabria), residencia de verano de los marqueses de Comillas, condes de Güell

- Eusebio Güell y Bacigalupi (Barcelona, 15 de diciembre de 1846-9 de julio de 1918), I conde de Güell, industrial, mecenas y publicista.[3]

Casó, el 29 de noviembre de 1871, con Luisa Isabel López y Bru, hija del I marqués de Comillas, padres de diez hijos. Sucedió su hijo el 31 de diciembre de 1918:
- Juan Antonio Güell y López (Comillas, 1876-Cala D'Or, Mallorca, 17 de marzo de 1958), II conde de Güell, III marqués de Comillas,[4]  VI conde de San Pedro de Ruiseñada (por rehabilitar a su favor el antiguo condado de San Pedro del Álamo con esta nueva denominación de «San Pedro de Ruiseñada»).

Casó en primeras nupcias, el 24 de junio de 1904, con Virginia Churruca y Dotres, dama de la reina Victoria Eugenia de España. Contrajo un segundo matrimonio con Josefina Ferrer-Vidal y Parellada, hija de Juan José Ferrer-Vidal y Güell, II marqués de Ferrer-Vidal, de la que no tuvo descendencia. Le sucedió por rehabilitación, el 25 de febrero de 1966, su nieto, hijo Juan Claudio Güell y Churruca, VII conde de San Pedro de Ruiseñada, y de María del Carmen Martos y Zabalburu, XII marquesa de Fuentes
- Juan Alfonso Güell y Martos  (22 de enero de 1933-Madrid, 22 de diciembre de 2024[6]), III conde de Güell (por rehabilitación en 1965),[7][5] IV marqués de Comillas[4] y VIII conde de San Pedro de Ruiseñada (por rehabilitación a su favor en 1970).

Casó con María de los Reyes Merry del Val y Melgarejo (m. 2003).